# 22249 Dvorets Pionerov
22249 Dvorets Pionerov è un asteroide della fascia principale. Scoperto nel 1972, presenta un'orbita caratterizzata da un semiasse maggiore pari a 2,2992239 UA e da un'eccentricità di 0,2469861, inclinata di 3,85248° rispetto all'eclittica.